# Elisabeth Neumann-Viertel
Pour les articles homonymes, voir Neumann.
Elisabeth Neumann (née le 5 avril 1900 à Vienne, alors Autriche-Hongrie, où elle est morte le 24 décembre 1994) est une actrice autrichienne, souvent créditée Elisabeth Neumann-Viertel.

## Biographie
Au cinéma, Elisabeth Neumann-Viertel débute dans deux films allemands muets sortis en 1927. En Allemagne, suivent notamment M le maudit de Fritz Lang (1931, avec Peter Lorre dans le rôle-titre) et Ave Maria de Johannes Riemann (coproduction germano-italienne, 1936, avec Beniamino Gigli et Käthe von Nagy).
En 1939, fuyant le nazisme à la suite de l'Anschluss, l'actrice se réfugie aux États-Unis et y retrouve d'autres compatriotes exilés, dont Berthold Viertel (1885-1953) qu'elle épouse finalement en 1949 (restant sa veuve après son décès). Ainsi, elle contribue à deux premiers films américains, The Strange Death of Adolf Hitler de James P. Hogan (1943, avec Ludwig Donath et Gale Sondergaard) et La Maison de la 92e Rue d'Henry Hathaway (1945, avec William Eythe et Signe Hasso).
Après la Seconde Guerre mondiale, le couple retourne en Autriche. Elisabeth Neumann-Viertel apparaît entre autres dans Le Beau Danube bleu de Paul Verhoeven (film allemand, 1954, avec Bernhard Wicki et Annemarie Düringer), Le Dernier Passage de Phil Karlson (film américain, 1961, avec Richard Widmark et Sonja Ziemann), Cabaret de Bob Fosse (film américain, 1972, avec Liza Minnelli et Michael York), Le Dossier Odessa de Ronald Neame (film britannique, 1974, avec Jon Voight et Maximilian Schell), ou encore Le Cinquième Mousquetaire de Ken Annakin (coproduction germano-autrichienne, 1979, avec Sylvia Kristel et Beau Bridges).
Le dernier de ses vingt-six films, américain, est La Petite Fille au tambour de George Roy Hill (1984, avec Diane Keaton et Yorgo Voyagis).
Pour la télévision (allemande principalement), elle participe à onze séries entre 1956 et 1979, dont Tatort (un épisode, 1970) et Inspecteur Derrick (un épisode, 1978).
S'ajoutent vingt-cinq téléfilms de 1957 à 1988, dont Heidi (en) de Delbert Mann (1968, avec Jean Simmons et Maximilian Schell).
Également active au théâtre, Elisabeth Neumann-Viertel se produit avant et après la guerre en Allemagne (en particulier à Berlin) ou en Autriche. De plus, elle joue à Broadway (New York) dans deux revues respectivement représentées en 1939 et 1940, puis dans deux pièces, la première en 1947 ; suit une adaptation de Crime et Châtiment de Fiodor Dostoïevski en 1947-1948 (avec John Gielgud et Lillian Gish).

## Filmographie partielle

### Cinéma
- 1927 : Schwester Veronica de Gerhard Lamprecht : rôle non spécifié
- 1928 : Doña Juana de Paul Czinner : Clara, amie de Doña Ines
- 1931 : M le maudit (M – Eine Stadt sucht einen Mörder) de Fritz Lang : une jeune prostituée
- 1936 : Boccaccio d'Herbert Maisch : une jeune femme à Ferrare
- 1936 : Ave Maria de Johannes Riemann : une mélomane
- 1943 : The Strange Death of Adolf Hitler de James P. Hogan : Mizzi
- 1945 : La Maison de la 92e Rue (The House on 92nd Street) d'Henry Hathaway : Freda Kassel
- 1954 : Le Beau Danube bleu (Ewiger Walzer) de Paul Verhoeven : Mme Strauss mère
- 1956 : Beichtgeheimnis de Victor Tourjanski : Mme Blendinger
- 1958 : Rien que la vérité (… und nichts als die Wahrheit) de Franz Peter Wirth : rôle non spécifié
- 1961 : Le Dernier Passage (The Secret Ways) de Phil Karlson : Olga Kovac
- 1961 : Ville sans pitié (Town Without Pity) de Gottfried Reinhardt : rôle non spécifié
- 1962 : Les Amours enchantées (The Wonderful World of the Brothers Grimm) de George Pal : une vendeuse de fleurs
- 1962 : Freud, passions secrètes (Freud: The Secret Passion ou Freud) de John Huston : Mme Bernays (la mère de Martha)
- 1972 : Cabaret de Bob Fosse : Mlle Schneider
- 1974 : Le Dossier Odessa (The Odessa File) de Ronald Neame : Mme Wenzer
- 1979 : Le Cinquième Mousquetaire (The Fifth Musketeer) de Ken Annakin : la matrone au couvent
- 1979 : The American Success Company de William Richert
- 1984 : La Petite Fille au tambour (The Little Drummer Girl) de George Roy Hill : Mme Minkel

### Télévision

#### Séries
- 1970 : Tatort, saison 1, épisode 2 Saarbrücken, an einem Montag… : Mme Böhler
- 1978 : Inspecteur Derrick (Derrick), saison 5, épisode 8 Solo pour Margarete (Solo fur Margarete) de Michael Braun : Mme Ellweg
- 1979 : Le Renard (Der Alte), saison 3, épisode 7 Vers le Canada (Nach Kanada) : rôle non spécifié

#### Téléfilms
- 1959 : Land, das meine Sprache spricht de Michael Kehlmann : Mme Koczebrowsky
- 1961 : Der jüngste Tag de Michael Kehlmann : Mme Leimbruger
- 1961 : Kleines Bezirksgericht de Wolfgang Glück : Mme Nelleba
- 1962 : Der Marquis von Keith d'Axel Corti : la baronne von Totleben
- 1963 : Feuerwerk d'Erik Ode : la tante Lisa
- 1964 : Die Teepuppe d'Otto Schenk : une vieille femme
- 1964 : Légendes de la forêt viennoise (Geschichten aus dem Wienerwald) de Michael Kehlmann : la première tante
- 1967 : Bericht eines Feiglings de Michael Kehlmann : la tante Frieda
- 1968 : Madame Legros (titre original) de Michael Kehlmann : Mme Touche
- 1968 : Heidi de Delbert Mann : la grand-mère
- 1971 : Chopin-Express de Michael Kehlmann : Viera
- 1980 : Die weiße Stadt de Michael Kehlmann : Mme Turinski

## Théâtre à Broadway (intégrale)
- 1939 : From Vienna, revue, musique, lyrics et sketches de divers auteurs, costumes d'Irene Sharaff
- 1940 : Reunion in New York, revue, musique d'André Singer et Werner Michel, lyrics de David Greggory et Berenece Kazounoff, sketches de divers auteurs, mise en scène d'Herbert Berghof et Ezra Stone
- 1947 : The Whole World Over de Constantin Simonov, adaptation de Thelma Schnee : Sasha
- 1947-1948 : Crime et Châtiment (Crime and Punishment), adaptation par Rodney Ackland (en) du roman éponyme de Fiodor Dostoïevski : Amalia